# Селенид кадмия
Селенид кадмия — бинарное неорганическое соединение
кадмия и селена с формулой CdSe,
тёмно-красные кристаллы,
не растворяется в воде,
токсичен.

## Получение
- При сплавлении чистых веществ образуются гексагональные кристаллы:

{\displaystyle {\mathsf {Cd+Se\ {\xrightarrow {T}}\ CdSe}}}
- При осаждения селеноводородом раствора сульфата кадмия образуются метастабильные кубические кристаллы:

{\displaystyle {\mathsf {CdSO_{4}+H_{2}Se\ {\xrightarrow {}}\ CdSe\downarrow +H_{2}SO_{4}}}}

## Физические свойства
Селенид кадмия образует тёмно-красные кристаллы
гексагональной сингонии,
пространственная группа P 63mc,
параметры ячейки a = 0,4300 нм, c = 0,7010 нм, Z = 2.
Существует метастабильная кубическая фаза,
пространственная группа F 43m,
параметрами ячейки a = 0,6084 нм, Z = 4.
При высоком давлении существует стабильная кубическая фаза типа NaCl с параметрами ячейки a = 0,549 нм.
Является полупроводником.
Не растворяется в воде.

## Химические свойства
- При сильном нагревании в пара́х обратимо диссоциирует:

{\displaystyle {\mathsf {CdSe\ \rightleftarrows Cd+Se}}}

## Применение
- Активная среда в полупроводниковых лазерах.
- Материал для изготовления фоторезисторов, фотодиодов, солнечных батарей.